# Angel Down
| Оценки критиков | Оценки критиков |
| Источник        | Оценка          |
| --------------- | --------------- |
| Allmusic        | [ 1 ]           |
| Cash Box        | [ 2 ]           |
| Rolling Stone   | [ 3 ]           |
| Sputnikmusic    | [ 4 ]           |
| Artistdirect    | [ 5 ]           |
| About.com       | [ 6 ]           |

Angel Down — третий студийный альбом бывшего фронтмена группы Skid Row Себастьяна Баха, вышедший 20 ноября 2007 года.

## Об альбоме
Обложка альбома представляет собой картину отца Баха - художника Дэвида Бьёрка.
В записи альбома на 3 треках принял участие лидер и основатель группы Guns N' Roses Эксл Роуз.
Для альбома было написано несколько демо песен, которые не вошли в альбом, а скорее всего войдут в следующий: Always & Never The Same, Beyond The Law, Devils Deja Vu, Weight Of The World, Ripped You Away, Gemini, Just Can't Tell, Walk Away.

## Список композиций
1. "Angel Down" (Adam Albright/Sebastian Bach) - 3:48
2. "You Don't Understand" (Sebastian Bach/Roy Z) - 3:06
3. "Back In The Saddle" (Joe Perry/Steven Tyler) (Aerosmith cover) - 4:19
4. "(Love Is) A Bitchslap" (Sebastian Bach/Roy Z) - 3:08
5. "Stuck Inside" (Johnny Chromatic/Axl Rose) - 2:57
6. "American Metalhead" (Mike Chlasciak) - 4:02
7. "Negative Light" (Sebastian Bach/Mike Chlasciak/Steve Digiorgio) - 4:33
8. "Live And Die" (Mike Chlasciak/Tim Clayborne) - 3:53
9. "By Your Side" (Sebastian Bach/Roy Z) - 5:27
10. "Our Love Is A Lie" (Sebastian Bach/Mike Chlasciak/Roy Z) - 3:20
11. "Take You Down With Me" (Sebastian Bach/Steve DiGiorgio) - 4:37
12. "Stabbin' Daggers" (Sebastian Bach/Johnny Chromatic/Bobby Jarzombek) - 3:41
13. "You Bring Me Down" (Ralph Santolla) - 3:16
14. "Falling Into You" (Sebastian Bach/Desmond Child) - 4:21

### DVD (Limited-Edition)
1. "American Metalhead"
2. "Stuck Inside"
3. "(Love Is) A Bitchslap"
4. "You Dont Understand"
5. "By Your Side"

## Участники записи
- Sebastian Bach - вокал
- "Metal" Mike Chlasciak - гитара
- Johnny Chromatic - гитара
- Steve DiGiorgio - бас-гитара
- Bobby Jarzombek - ударные и перкуссия